# Gudfadern
Gudfadern (engelska: The Godfather) är en roman från 1969, skriven av Mario Puzo (och översatt till svenska av Lars Ekegren). Boken har filmatiserats till filmerna Gudfadern och de delvis fristående Gudfadern del II och Gudfadern del III.

## Handling
Boken utspelar sig i New Yorks undre värld där maffian har kontroll över allt från domare i högsta domstolen till prostitution och droghandel. Den rör sig runt mitten av 1900-talet och man får följa maffiabossen Don Vito Corleone i hans skoningslösa värld av våld och motvåld. När sedan Vito blir nedskjuten på grund av en konflikt med en annan maffiaboss kallad "Turken", blir det hans äldste son Santino "Sonny" Corleone, som tar över familjeverksamheten. Snart blir dock även han dödad på grund av sin oförsiktighet i det krig han startar mot de övriga New York-familjerna för att hämnas sin far. När sedan Don Corleone frisknar till sluter han en fred och får hem sin son Michael som har varit i landsflykt på Sicilien efter ett mord för att kunna involvera honom i familjeverksamheten. En kort tid senare avlider Vito av en hjärtinfarkt, varpå Michael blir familjen Corleones nye Don. Michael värderar inte freden lika högt som sin far, utan han låter avrätta bossarna till samtliga rivaliserande familjer och drar därmed igång ett storkrig mellan familjerna i New York. Under Michaels ledning vinner familjen Corleone kriget, vilket bereder väg för de två följande delarna av boktrilogin. Kort sagt kan man säga att man får följa familjen Corleones vardag genom ett par omvälvande år. Det har även gjorts en filmtrilogi, samt tv- och pcspel av boken. 
Santino "Sonny" Corleone har ett våldsamt humör som gör honom ganska impulsiv och han drar sig inte heller för våld. Sonny får en son Vincent Corleone (Mancini) som delvis har ärvt sin faders humör. Sonny dör genom mord när han skall straffa sin svåger Carlo Rizzi för att ha misshandlat Sonnys syster och Carlos fru Connie.

### Viktiga personer
- Don Vito Corleone – Corleonefamiljens överhuvud, "Gudfadern".
- Michael Corleone – Vito Corleones yngste son och efterträdare som Gudfader.
- Santino "Sonny" Corleone – Michaels storebror
- Frederico "Fredo" Corleone – Michaels andre storebror
- Tom Hagen – Vitos adoptivson och consigliere (rådgivare)
- Contanzia "Connie" Corleone (gift Rizzi) – Michaels, Santinos och Fredericos syster
- Carmella Corleone – Vitos fru
- Appolonia Corleone – Michaels första fru (mördad på Sicilien)
- Kay Adams Corleone – Michaels andra fru
- Vincenzo "Vincent" Corleone – Santinos son
- Carlo Rizzi – gift med Constanzia Corleone
- Clemenza – Dons vän sedan gammalt, är en caporegime, och har en egen regim
- Salvatore Tessio – Den andra caporegime, även en gammal vän till Vito
- Don Fanucci – konkurrerande maffiaboss

## Mottagande
Romanen höll sig kvar på The New York Times Best Seller list i 67 veckor, och sålde över nio miljoner exemplar de första två åren.

## Verkliga influenser
Stora delar av romanen baseras på verkliga händelser och personer, främst de fem familjerna, de fem större italiensk-amerikanska maffiafamiljerna som har dominerat organiserad brottslighet i New York och andra delar av USA sedan 1930-talet. I romanen finns även många kopplingar till verkliga personer både från maffian och utanför. Exempelvis så är Johnny Fontane baserad på Frank Sinatra, och Moe Greene av Bugsy Siegel. Karaktären Vito Corleone var en blandning av maffiabossarna Frank Costello och Carlo Gambino.

### Fotnoter
1. ↑  Mikael Timm (21 december 2014). ”Gudfaderns familj gör julen fullkomlig”. Sveriges radio. http://sverigesradio.se/sida/artikel.aspx?programid=478&artikel=525529. Läst 10 september 2016.
2. ↑  ”"The Godfather" Turns 40”. CBS News. CBS Interactive Inc. March 15, 2012. Arkiverad från originalet den July 17, 2014. https://web.archive.org/web/20140717004801/http://www.cbsnews.com/pictures/the-godfather-turns-40/3/. Läst 15 juli 2014.
3. ↑  Bruno, Anthony. ”Fact and Fiction in The Godfather”. TruTV. Arkiverad från originalet den 21 April 2012. https://web.archive.org/web/20120421011203/http://www.trutv.com/library/crime/gangsters_outlaws/mob_bosses/the_godfather/6.html. Läst 15 juni 2009.
4. ↑  Parker, Ryan (2015-12-11). ”The Time Frank Sinatra Berated Mario Puzo For His Assumed Likeness in 'The Godfather'”. The Hollywood Reporter. https://www.hollywoodreporter.com/news/sinatra-at-100-was-a-844595.
5. ↑  ”The Not-so-famous Alex Rocco”. Boston Globe. November 13, 1989. Arkiverad från originalet den 2021-11-27. https://web.archive.org/web/20211127134328/http://nl.newsbank.com/nl-search/we/Archives?p_product=BG&p_theme=bg&p_action=search&p_maxdocs=200&p_topdoc=1&p_text_direct-0=0EADEF1D219E2215&p_field_direct-0=document_id&p_perpage=10&p_sort=YMD_date:D&s_trackval=GooglePM. Läst 20 juli 2008.  ”Until this year, Alex Rocco was best known as Moe Greene, the Bugsy Siegel character who was shot in the eyeglasses at the end of "The Godfather. ...”
6. ↑  ”Snap Judgment: Betting against the odds”. Jerusalem Post. January 31, 2008. Arkiverad från originalet den 2023-04-21. https://web.archive.org/web/20230421115948/http://fr.jpost.com/Tags/satellite. Läst 20 juli 2008.  ”Moe Greene is, of course, Lansky partner Benjamin "Bugsy" Siegel, who spearheaded the building of Las Vegas's first luxury casino-hotel, The Flamingo, ...”
7. ↑  ”The Godfather by Mario Puzo”. FactBehindFiction.com. Arkiverad från originalet den 8 augusti 2015. https://web.archive.org/web/20150808114505/http://www.factbehindfiction.com/index_files/TheGodfatherMarioPuzo.htm. Läst 2 juli 2019.